# Chemin de fer de Khone
 (juillet 2024).
La mise en forme du texte ne suit pas les recommandations de Wikipédia : il faut le « wikifier ».
Les points d'amélioration suivants sont les cas les plus fréquents. Le détail des points à revoir est peut-être précisé sur la page de discussion.
- Les titres sont pré-formatés par le logiciel. Ils ne sont ni en capitales, ni en gras.
- Le texte ne doit pas être écrit en capitales (les noms de famille non plus), ni en gras, ni en italique, ni en « petit »…
- Le gras n'est utilisé que pour surligner le titre de l'article dans l'introduction, une seule fois.
- L'italique est rarement utilisé : mots en langue étrangère, titres d'œuvres, noms de bateaux, etc.
- Les citations ne sont pas en italique mais en corps de texte normal. Elles sont entourées par des guillemets français : « et ».
- Les listes à puces sont à éviter, des paragraphes rédigés étant largement préférés. Les tableaux sont à réserver à la présentation de données structurées (résultats, etc.).
- Les appels de note de bas de page (petits chiffres en exposant, introduits par l'outil «  Source ») sont à placer entre la fin de phrase et le point final[comme ça].
- Les liens internes (vers d'autres articles de Wikipédia) sont à choisir avec parcimonie. Créez des liens vers des articles approfondissant le sujet. Les termes génériques sans rapport avec le sujet sont à éviter, ainsi que les répétitions de liens vers un même terme.
- Les liens externes sont à placer uniquement dans une section « Liens externes », à la fin de l'article. Ces liens sont à choisir avec parcimonie suivant les règles définies. Si un lien sert de source à l'article, son insertion dans le texte est à faire par les notes de bas de page.
- La présentation des références doit suivre les conventions bibliographiques. Il est recommandé d'utiliser les modèles {{Ouvrage}}, {{Chapitre}}, {{Article}}, {{Lien web}} et/ou {{Bibliographie}}. Le mode d'édition visuel peut mettre en forme automatiquement les références.
- Insérer une infobox (cadre d'informations à droite) n'est pas obligatoire pour parachever la mise en page.

Pour une aide détaillée, merci de consulter Aide:Wikification.
Si vous pensez que ces points ont été résolus, vous pouvez retirer ce bandeau et améliorer la mise en forme d'un autre article.
[source insuffisante]

Le chemin de fer de Khone (ou de Don Det – Don Khone) était un chemin de fer à voie étroite long de 7 kilomètres sur les îles de Don Det et Don Khon, dans l'archipel fluvial de Si Phan Don (Quatre Mille Îles) dans la province de Champasak, au sud du Laos,. Construit par la Mission hydrographique du Haut-Mékong et les Messageries fluviales de Cochinchine, il a ouvert en 1893 et fermé en 1940 ou 1949. Jusqu'à l'ouverture de la ligne Vientiane-Boten en 2021 ce fut la seule ligne ferroviaire ayant fonctionné au Laos.
La voie était initialement à écartement étroit de 60 (type Decauville) puis fut convertie en voie métrique. Elle avait pour but d'éviter les chutes de Khone en permettant le portage des bateaux, ce qui facilita le transport de fret, notamment militaire, et de passagers le long du Mékong.

## Histoire

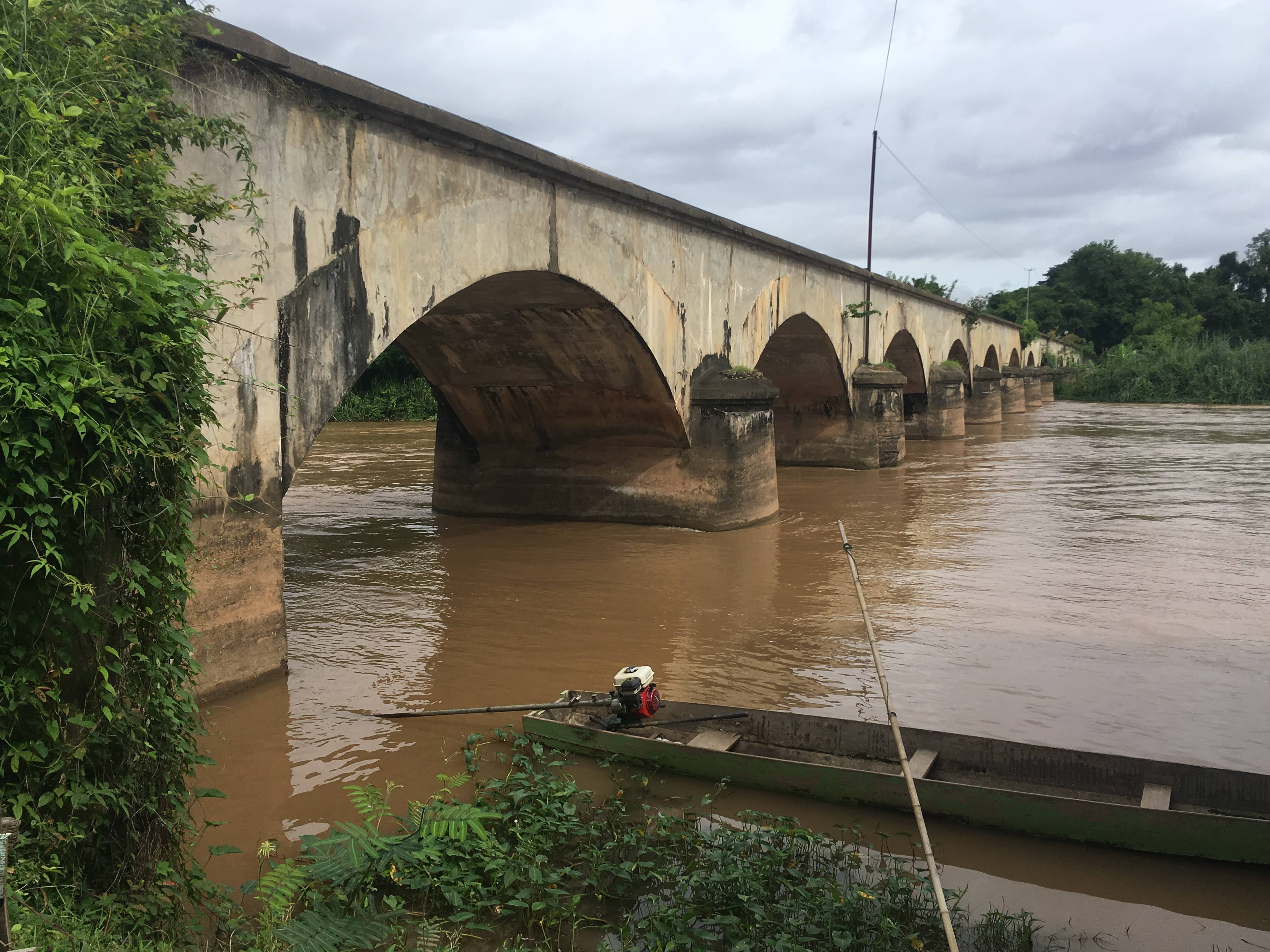
Le pont entre les deux îles.

### Contexte
L'administration coloniale française de l'Indochine était déterminée à utiliser le fleuve Mékong comme route vers la Chine et à lutter à contrer l'expansion coloniale britannique en Haute Birmanie et contre les ambitions du royaume de Siam au Laos. Le gouverneur de l'Indochine voyait dans le Mékong « le principal point de liaison entre les différents pays de l'Indochine française ( Cochinchine, Cambodge, Laos et Tonkin ), qui pourront communiquer entre eux à travers lui ». Le principal obstacle se trouvait dans le sud du Laos, où le fleuve se divise en plusieurs canaux avec des rapides (connus sous le nom de chutes de Khone) au niveau des îles Si Phan Don. Les tentatives faites en 1891, 1892 et 1893 pour remonter les chutes en bateau ont échoué. Elles ont donné lieu à des épisodes de bateaux à vapeur avec « des moteurs rugissants et des chaudières presque éclatées, avec des centaines d'hommes tirant des rochers sur des cordes et d'autres poussant depuis les ponts avec des piques », et un navire qui « aurait grimpé un étroit toboggan aquatique jusqu'à cinquante mètres du sommet avant que la tentative ne doive être abandonnée".
Une autre solution de transport était indispensable. Une idée est venue d' Herbert Warington Smyth, un expert britannique des marées vivant au Siam (Thaïlande), qui a suggéré qu'un tramway ou un canal avec une série d'écluses soit construit autour des chutes ; un canal « paralyserait de manière satisfaisante l'économie française, coûtant à peu près le même prix que le Canal maritime de Manchester mais ne transportant jamais plus d'un dix millième de son tonnage ». L'administration coloniale française a porté son choix sur un petit chemin de fer de portage à travers les îles de Don Khon et ensuite de Don Det, qui permettrait de démonter des navires spécialement conçus, de les transporter sur le chemin de fer, de les remonter et de les remettre à l'eau en amont des chutes.

### Construction
La première partie des voies fut posée sur Don Khone, au sud, en 1893 à la suite de l'incorporation du Laos à l'Indochine française du fait de la signature du protectorat. Elle mesurait 4 kilomètres, de l'extrémité sud-est de l'île jusqu'au nord-ouest, près du village de Ban Khon.

### Fin de l'activité
Au cours des années 1920-1930, des routes sont construites sur la rive gauche du fleuve. Elles permettent dès le début des années 1920, grâce à un tronçon de 22 kilomètres entre Vœun Kham et Kinak, d'éviter les îles, les chutes et le chemin de fer. Or la navigation sur le Mékong est compliquée : à la saison sèche le débit peut être trop faible pour des marchandises, et inversement les crues intenses de la saison des pluies limitent aussi la navigation. Le trafic fluvial décline donc au cours des années 1930, et en 1937 la route coloniale RC13 reliant Saïgon et Luang-Prabang est ouverte, ce qui vient porter le coup de grâce à l'exploitation commerciale.
Lors de l'occupation de l'Indochine française par les troupes impériales japonaises, au cours de la seconde guerre mondiale, le chemin de fer semble avoir retrouvé temporairement une vocation militaire. Il est ensuite définitivement abandonné.

### État actuel

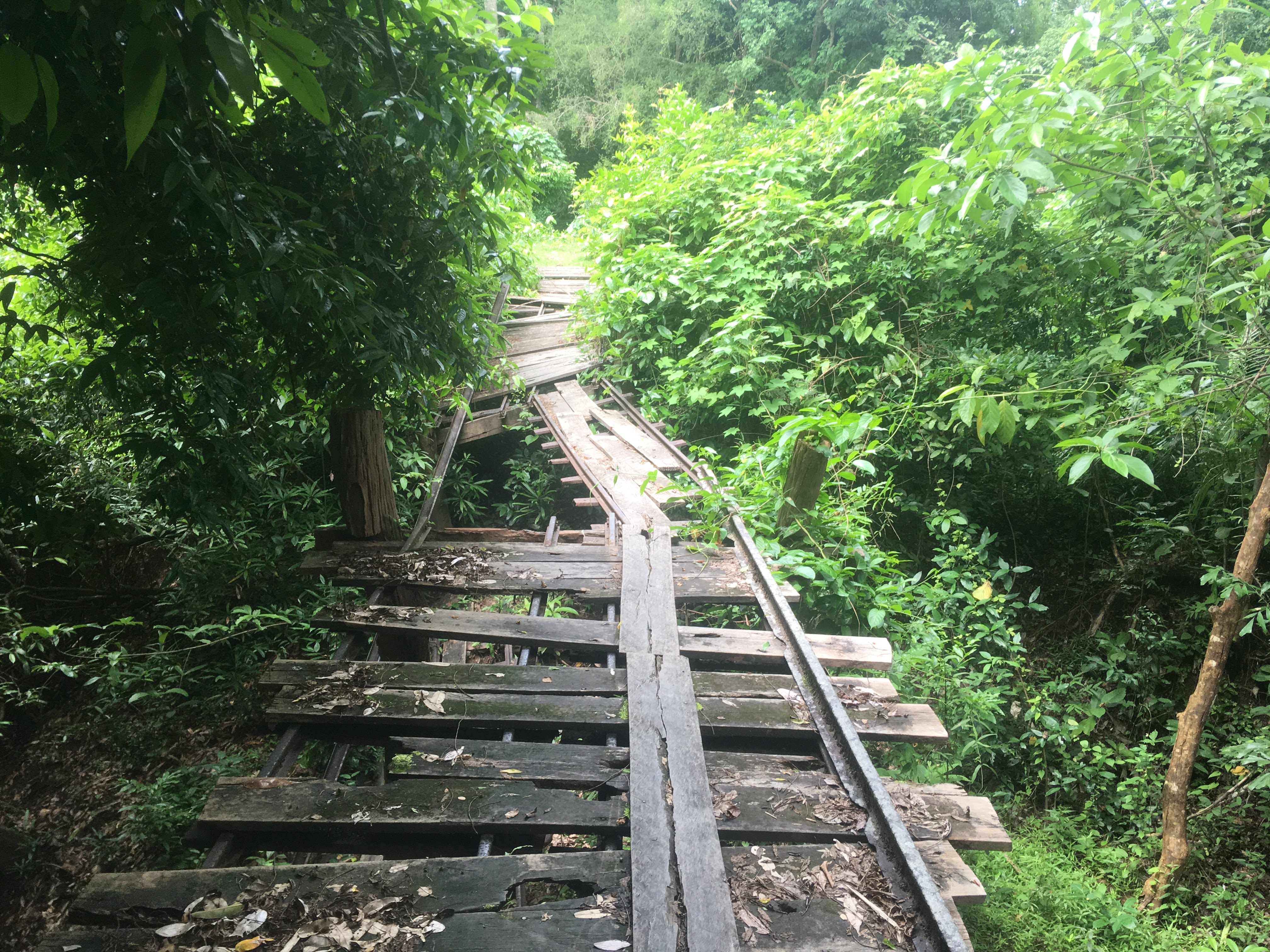
Les vestiges du chemin de fer sur Don Khon.

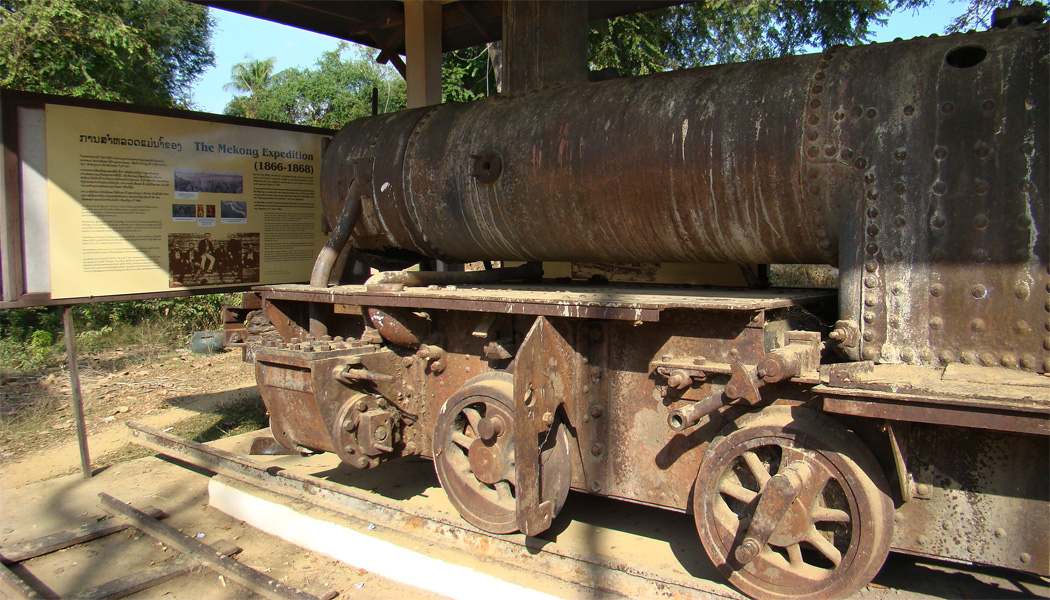
Une locomotive rouillée exposée sur l'île de Don Khon

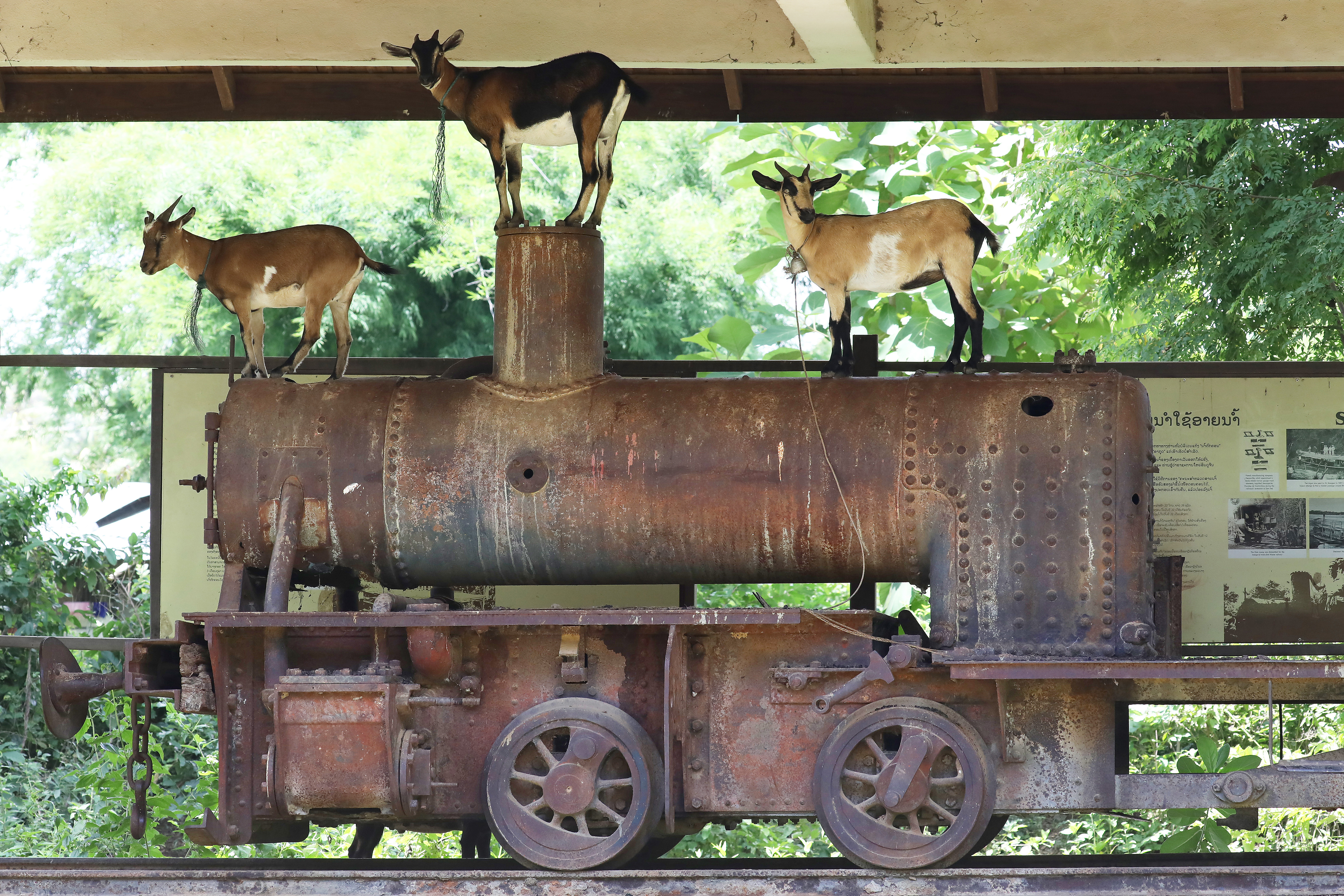
L'ancienne locomotive accueillant des chèvres

Bien que l'emprise des voies, y compris le viaduc de 170 mètres entre Don Det et Don Khone, soit globalement intacte, les rails ont été déposés. On peut s'y promener à pieds ou à vélo sur sa majeure partie.
À Bat Khon, sur l'île de Don Khon, une des deux locomotives à vapeur se trouve toujours à l'emplacement d'un ancien dépôt. Nommée Éloïse, elle fut construite en 1911 par la société Orenstein & Koppel. Désormais rouillée, elle est sur un courte portion de voie préservée, protégée par un abri. Cependant des photos récentes montrent qu'elle a été fortement dégradée.

## Reconstruction proposée
Le gouvernement du Laos ne fit aucun essai de réouverture de la ligne jusqu'au début des années 2000. Le Vientiane Times publia en décembre 2005 un article au sujet d'une possible réouverture aux alentours de 2007 pour le tourisme. Le budget était estimé à 1,5 million de dollars américains. Bien que des matériaux locaux auraient pu être employés pour l'infrastructure, du matériel roulant aurait dû être importé. Un accord (MoU) avait été signé entre le principal intéressé, la South Korean Kyungin Engineering and Construction Company et le gouvernement Laotien, mais la société se retira.
Par ailleurs les améliorations des infrastructures routières et aéroportuaires ont rendu obsolète le besoin de transport fluvial sur le Mékong.

## Voir également
- Indochine française
- Chemin de fer Vientiane-Boten